# Арайлынский сельский округ (Целиноградский район)
Арайлы́нский се́льский окру́г (каз. Арайлы ауылдық округі) — административная единица в составе Целиноградского района Акмолинской области Республики Казахстан.
Административный центр — село Арайлы.

## География
Административно-территориальное образование расположено в северной части района, граничит:
- на севере с Шортандинским районом,
- на востоке с Талапкерским сельским округом,
- на юге с Жанаесильским, Нуресильским сельскими округами,
- на западе с сельским округом Тасты.

Сельский округ расположен на казахском мелкосопочнике. Рельеф местности в основном представляет собой сплошную равнину с незначительными перепадами высот; средняя высота округа — около 330 метров над уровнем моря. 
Гидрографическая сеть округа представлена рекой Ишим — которая образует южные границы округа.
Климат холодно-умеренный, с хорошей влажностью. Среднегодовая температура воздуха положительная и составляет около +4,1°С. Среднемесячная температура воздуха в июле достигает +20,4°С. Среднемесячная температура января составляет около -14,5°С. Среднегодовое количество осадков составляет около 390 мм. Основная часть осадков выпадает в период с июня по июль.
Через территорию сельского округа с запада на восток проходит около 25 километров Южносибирской железнодорожной магистрали. Имеется станция.
С запада на восток проходит около 30 километров автодороги республиканского значения — М-36 «Граница РФ (на Екатеринбург) — Алматы; через Костанай, Нур-Султан, Караганда».

## История
В 1989 году существовал как — Максимовский сельсовет (сёла Максимовка, Семеновка, Танкерыс, посёлок Фарфоровый). 
В периоде 1991 — 1998 годов Максимовский сельсовет был преобразован в сельский округ; в состав Максимовского сельсовета из соседнего Косчекинского сельсовета вошли село Косчеку и станция Жайнак; посёлок Фарфоровый был преобразован в село; село Семеновка было передано в состав Новоишимского сельсовета. 
В 2018 году сельский округ, сёла Максимовка и Фарфоровое были переименованы в Арайлынский, Арайлы и Ынтымак соответственно.

## Население
| Численность населения | Численность населения | Численность населения |
| 1989                  | 1999                  | 2009                  |
| --------------------- | --------------------- | --------------------- |
| 4455                  | ↘3186                 | ↗4049                 |

### Национальный состав
По данным отчёта акима сельского округа за 2020 год:
| Народ    | Численность, чел. | Доля от всего населения, % |
| -------- | ----------------- | -------------------------- |
| казахи   | 3 921             | 71,89%                     |
| русские  | 1 063             | 19,49%                     |
| немцы    | 109               | 2,00%                      |
| украинцы | 103               | 1,89%                      |
| белорусы | 98                | 1,80%                      |
| другие   | 160               | 2,93%                      |
| всего    | 5 454             | 100,00%                    |

## Состав
| № | Населённый пункт | Тип населённого пункта       | Население, 1989 | Население, 1999 | Население, 2009 |
| - | ---------------- | ---------------------------- | --------------- | --------------- | --------------- |
| 1 | Арайлы           | село, административный центр | 1 493           | 1 380           | 1 792           |
| 2 | Жайнак           | село                         | 80              | 105             | 140             |
| 3 | Косшокы          | станция                      | 413             | 472             | 421             |
| 4 | Тонкерис         | село                         | 749             | 741             | 955             |
| 5 | Ынтымак          | село                         | 1 216           | 488             | 741             |

## Экономика
Сельское хозяйство
Площадь сельхозугодий — 3 563 га, пашни — 1 736 га, пастбища — 1 613 га. Общая посевная площадь — 3 026 га.
Главным фактором развития экономики сельского округа является животноводство и растениеводство.
| № | Предприятие     | Руководитель                |
| - | --------------- | --------------------------- |
| 1 | КХ «Тимофеевых» | Тимофеев Алексей Васильевич |
| 2 | КХ «Мапышевых»  | Мапышев Сапар Ильич         |
| 3 | КХ «Парышевых»  | Парышев Валерий Юрьевич     |
| 4 | КХ «Рауан»      | Кожабаев Идырис Асанович    |

Поголовье скота по Арайлынскому сельскому округу на начало 2021 года составляет:
- КРС — 1 159 голов,
- МРС —  3 420 голов,
- лошадей — 773 голов,
- свиней — 121 голов,
- птиц — 2 912 голов.

Предпринимательство
- 4 КХ (занимаются растениеводством),
- 11 ТОО 
  - 2 — животноводство,
  - 2 — зоны отдыха,
  - 1 — молочный завод,
  - 1 — детский сад,
  - 1 — производство обуви,
  - 1 — отгрузка и загрузка зерна,
  - 1 — строительство складских помещений.
- 24 ИП 
  - магазинов — 19,
  - аптек — 2,
  - парикмахерская — 1,
  - СТО — 2.

## Инфраструктура
Образование
- СШ №9 села Арайлы,
- СШ №12 села Тонкерис,
- СШ №10 села Ынтымак,
- ОШ № 13 села Косшокы/

Общее количество детских — 1 (государственные — 0, частные — 1).
Здравоохранение
- врачебная амбулатория в селе Арайлы,
- ФАП в селе Тонкерис,
- медицинский пункт в селе Ынтымак.

## Местное самоуправление
Аппарат акима Арайлынского сельского округа — село Арайлы, улица Гагарина, 26.
- Аким сельского округа — Айтымбетов Зейнолла Кенесович.